# Eutyphlus thoracicus
Eutyphlus thoracicus är en skalbaggsart som beskrevs av Park 1956. Eutyphlus thoracicus ingår i släktet Eutyphlus och familjen kortvingar. Inga underarter finns listade i Catalogue of Life.